# Wilk europejski
Wilk europejski, wilk eurazjatycki (Canis lupus lupus) – podgatunek typowy wilka szarego, drapieżnego ssaka z rodziny psowatych (Canidae), średniej wielkości, masa ciała ok. 60 kg. Poluje na jelenie, sarny, dziki. Sierść szara, ciemnoszara lub szaropłowa. Najszerzej rozpowszechniony podgatunek wilka. Niegdyś występował szeroko na obszarze całej Europy, jednak zaciekłe polowania trwające kilka wieków spowodowały, że na wielu obszarach wyginął. Obecnie w Europie najwięcej tych wilków żyje na Ukrainie, w Polsce, Rumunii, Estonii, Białorusi, zaś największa populacja żyje na dużym obszarze zachodniej Rosji. Zamieszkuje Europę północną, środkową i wschodnią (niewielkie populacje w krajach Europy zachodniej i południowej) oraz duży obszar Azji zachodniej i środkowej. W ramach podgatunku eurazjatyckiego wilka szarego oprócz formy typowej wyróżnia się inne formy (rasy) geograficzne zamieszkujące Europę i Azję:
- wilk węgierski (C. l. l. minor) – ten europejski wilk zamieszkiwał Węgry i wschodnią Austrię, wymarł na początku XX wieku;
- wilk hiszpański (C. l. l. deitanus) – wymarła forma geograficzna wilka europejskiego, zamieszkiwał pewne obszary Hiszpanii;
- wilk iberyjski (C. l. l. signatus) – maść czerwonawa, wcześniej uznawany za osobny podgatunek, obecnie jako rasa geograficzna wilka europejskiego; zagrożony, zamieszkuje północną Hiszpanię;
- wilk stepowy (C. l. l. campestris) – niewielka rasa wilka europejskiego, zamieszkuje stepy i pustynie środkowej Azji, gęsta, krótka sierść o szarej karnacji z odcieniem ochry.